# 정몽윤
정몽윤(鄭夢允, 1955년 3월 18일 ~ )은 현대해상화재보험 회장을 맡고 있는 대한민국의 기업인이다.

## 학력
- 중앙고등학교 졸업
- SFSU 경영학 학사
- SFSU 경영대학원 MBA

## 경력
- 1985. 현대해상화재보험 부사장
- 1988. 현대해상화재보험 대표이사 사장
- 1997. 대한야구협회 회장
- 1997. (現) 주한요르단 명예영사
- 2001. (現) 현대해상화재보험 이사회 의장
- ~2004. 현대해상 야구단 선수 (1루수)
- 2015.03 ~ 서울상공회의소 부회장

## 가족
- 할아버지 : 정봉식
- 할어머니 : 한성실
  - 아버지 : 정주영 (1915 ~ 2001)
  - 어머니 : 변중석 (1920 ~ 2008)
    - 형 : 정몽필 (1934 ~ 1982)
    - 형 : 정몽구 (1938 ~ )
    - 형 : 정몽근 (1942 ~ )
    - 누나 : 정경희 (1944 ~ )
    - 형 : 정몽우 (1945 ~ 1990)
    - 형 : 정몽헌 (1948 ~ 2003)
    - 형 : 정몽준 (1951 ~ )
    - 배우자 : 김혜영 (1961 ~ )
      - 딸 : 정정이 (1984 ~ )
      - 아들 : 정경선 (1986 ~ )

    - 동생 : 정몽일 (1959 ~ )
    - 동생 : 정정인 (1979 ~ )
    - 동생 : 정정임 (1981 ~ )